# ب‌ام‌و ایکس۶
ب‌ام‌و ایکس۶ (BMW X۶) خودرویی است که از سال ۲۰۰۸ تاکنون در ایالات متحده آمریکا، کالینینگراد و روسیه تولید شده‌است. طراحی آن موتور جلو، خودرو چهار چرخ محرک بوده طول آن در حالت طبیعی ۴٬۸۷۷ میلیمتر (۱۹۲٫۰ اینچ) و عرض آن در حالت طبیعی ۱٬۹۷۹ میلیمتر (۷۷٫۹ اینچ) و ارتفاع آن در حالت طبیعی ۱٬۶۹۶ میلیمتر (۶۶٫۸ اینچ) است. سیستم جعبه‌دندهٔ آن ۸ دنده به صورت خودکار است.

## معرفی
ب‌ام‌و ایکس۶ توسط آقای " پیر لکلرک " طراحی شده. آقای لکلرک قبلاً عهده‌دار طراحی مدل X5 جدید نیز بوده‌اند.
طراحی این خودرو که در قسمت جلو بسیار شبیه مدل X5 می‌باشد به خوبی صورت گرفته. در حقیقت هدف از طراحی این خودرو معرفی یک ب ام و ی کاملاً متحول شده در فرم چراغ‌ها نبود زیرا مدل X5 خود دارای طرحی زیبا و اسپرت بود ولی شرکت ب ام و برای عرضهٔ مدلی اسپرت تر و جذاب تر بحث تولید X6 را مطرح کرد.
موتور در نظر گرفته شده برای این خودرو همانند طراحی آن فوق‌العاده است! تصور یک موتور V8 که به دو توربوشارژر (توین توربو) مجهز شده و ۴/۴ لیتر حجم دارد می‌تواند هر کس را به هیجان در بیاورد! مخصوصاً زمانی که مطلع شوید قدرت این موتور برابر ۴۰۰ اسب بخار و گشتاور نیرو آن برابر ۴۵۰ پوند فوت می‌باشد که البته این موتور برای سری M این خودرو می‌باشد.

## مشخصات

### مشخصات فنی موتور
| حجم موتور                                      | 4395 cc                                     |
| نوع موتور                                      | بنزین سوز                                   |
| تعداد سیلندرها                                 | ۸                                           |
| تعداد سوپاپ‌ها                                  | ۳۲                                          |
| آرایش قرارگیری سیلندرها                        | خورجینی V شکل                               |
| محل قرارگیری موتور                             | موتور جلو                                   |
| سیستم سوخت‌رسانی                                | انژکتوری تزریق مستقیم                       |
| ظرفیت باک                                      | ۸۵ لیتر                                     |
| حداکثر توان خروجی (دور بر دقیقه / اسب بخار)    | ۴۰۷ اسب بخار در ۵۰۰۰ تا ۶۴۰۰ دور در دقیقه   |
| حداکثر گشتاور خروجی (دور بر دقیقه / نیوتن متر) | ۶۰۰ نیوتون متر در ۱۷۵۰ تا ۴۵۰۰ دور در دقیقه |
| توان خروجی حجمی (اسب بخار بر لیتر)             | ۹۲٫۵ اسب بخار به لیتر                       |

### سیستم ترمزها
| نوع سیستم ترمز             | دارای سیستم مدیریت پایداری خودرو |
| نوع دیسک و کالیبر ترمز جلو | دیسکی خنک شونده با هوا           |
| نوع دیسک و کالیبر ترمز عقب | دیسکی خنک شونده با هوا           |

## امکانات
مجهز به ۹ کیسه هوای ایمنی که شامل :جلو، جانبی، پرده‌ای می‌باشد.
همچنین دارای سیستم کلید هوشمند و مجهز به استارت دکمه‌ای و دارای سیستم ضد سرقت، قفل و بازکردن دربها بدون کلید، ستون جمع شونده فرمان در هنگام تصادف، قفل فرمان خودکار، سیستم قفل کودک در اختیار راننده، دارای سیستم دزدگیر به همراه آژیر، دارای سیستم تصادف و… است.

## نگارخانه

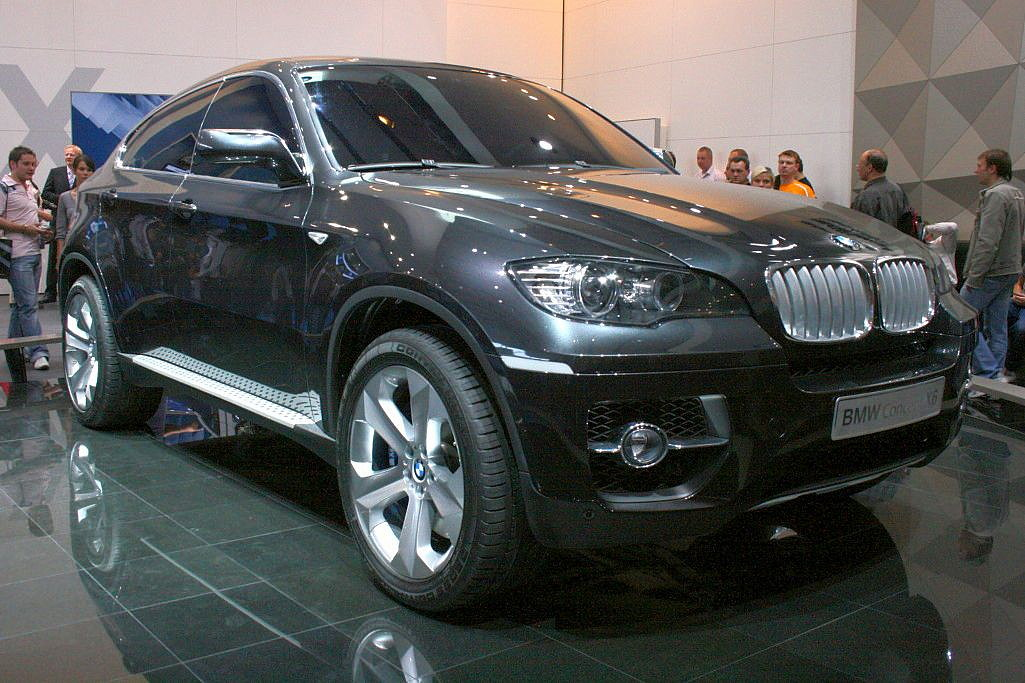